# Congregatie van de zusters van het Onbevlekt Hart van Maria
De Zusters van het Onbevlekt Hart van Maria is een diocesane congregatie van zusters naar apostolisch recht.  Het generalaat is gevestigd in Diksmuide-Vladslo. 
Deze kloostergemeenschap is ontstaan in het jaar 1808.